# Àngels Barceló
María de los Ángeles Barceló Suárez (Barcelona, 7 de septiembre de 1963), más conocida como Àngels Barceló, es una periodista, presentadora y locutora española. Está especializada en programas y magazines de carácter informativo y de divulgación con una extensa trayectoria en medios de comunicación audiovisuales.

## Trayectoria
Comenzó a estudiar Periodismo en la Universidad Autónoma de Barcelona pero no terminó dichos estudios. Su carrera profesional comenzó a los veinte años (1983), trabajando como redactora de informativos en la emisora Catalunya Ràdio. Al año siguiente, y sin dejar la radio, dio el salto a la televisión para presentar los informativos de TV3. Participó en retransmisiones de eventos importantes, como noches electorales (nacionales y estadounidenses), la guerra del Golfo, la firma del Tratado de Maastricht o la nominación como sede olímpica de Barcelona. Ha llegado a ser la directora de la última edición del informativo de esta cadena autonómica. Además, también fue la responsable de Àngels de nit, un programa de entrevistas.
No fue hasta 1997 cuando apareció por primera vez ante las cámaras de una televisión nacional: tras pasar medio año como editora de los informativos de los fines de semana de Telecinco, pasa a editar y a presentar los informativos de las 14h30. Y en 2001, tras la salida de Juan Ramón Lucas, pasó a editar y presentar Informativos Telecinco a las 20h30. Durante esta etapa participó como enviada especial a la Guerra de Yugoslavia, las elecciones en Estados Unidos, la muerte del Papa Juan Pablo II o de una manera muchísimo más activa durante la catástrofe del Prestige, en la que los informativos de la cadena se realizaban en directo desde la costa gallega afectada por la marea del barco. Será el entonces y actual director de los informativos de Telecinco quien tome las riendas del espacio.

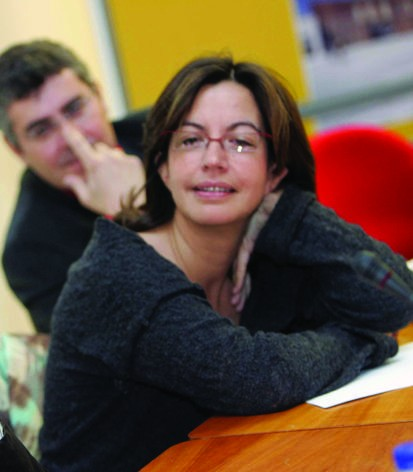
Barceló en 2006.

En 2005, cansada de residir en Madrid mientras que su familia permanecía en Barcelona, decidió dar un giro profesional a su carrera fichando por la Cadena SER para dirigir y presentar el magacín del fin de semana A vivir que son dos días, programa que realizó desde Ràdio Barcelona.
El 15 de noviembre de 2007 durante la asamblea anual de directores de la Cadena SER es elegida para sustituir a Carlos Llamas (fallecido en octubre de 2007) al frente del magacín informativo diario Hora 25, labor que comienza a desempeñar el 7 de enero de 2008 desde Radio Madrid. Desde entonces ha mantenido líder destacado al programa; obteniendo en la 3.ª ola del EGM de 2009 una audiencia media de 1.460.000 oyentes frente a los 443.000 aficionados del siguiente programa más escuchado en su franja: La Brújula de Onda Cero.
Grupo Prisa en asociación con W Radio Colombia y con W Radio transmitió en Colombia y en México, respectivamente, el programa Hora 25 Global de 2008 a 2012. Era una emisión dirigida por Barceló, y producida en la Cadena SER. Se hablaba de actualidad internacional con invitados y corresponsales de todas las cadenas de Prisa Radio. 
Desde su fichaje por la filial radiofónica del Grupo Prisa,  ha compaginado la radio con participaciones periódicas en la filial televisiva de este grupo multimedia; aunque también presentó brevemente durante el último trimestre de 2005 un magacín semanal de actualidad titulado 180º en la televisión autonómica catalana TV3.
Desde marzo a junio de 2006 presentó una vez al mes, alternándose con Carles Francino, Iñaki Gabilondo y Jon Sistiaga, el magacín de actualidad Cuatro x Cuatro en Cuatro, el canal generalista de Sogecable. También en Cuatro durante la Copa Mundial de Fútbol de 2006 presentó junto a Nico Abad los programas Zona Cuatro, el cual incluía la previa y el postpartido de los encuentros de la Selección Española en el Campeonato Mundial de Fútbol, y Maracaná Alemania 06, el cual resumía todos los encuentros de la Copa del Mundo; ambos espacios realizados en un plató al aire libre desde la Plaza de Colón de la villa de Madrid. Asimismo también ha retransmitido para Canal+, el canal prémium de Sogecable, los Premios Óscar durante los años 2006, 2007, 2008 y 2009.
Durante la Eurocopa 2008, junto a Nico Abad estuvo presentando para Cuatro desde la Plaza de Colón de Madrid la edición especial de Zona Cuatro con motivo de la cobertura especial que se desplegó para retransmitir dicho campeonato europeo.
El 12 de julio de 2010, condujo el programa especial Sudáfrica 2010: Cuatro con la Roja, retransmitido simultáneamente por Cuatro y Canal+ con motivo de las recepciones oficiales, recibimiento por las calles de Madrid y fiesta final, a la Selección española de fútbol tras proclamarse campeona del Copa Mundial de Fútbol de 2010. La retransmisión en directo se prolongó desde las 16h30h a las 00h30 con el fin de fiesta en Príncipe Pío, consiguiendo situar a la cadena en tercer lugar en el ranking de audiencias del prime time de ese día.
En noviembre de 2010 viaja a Marruecos con un equipo de la SER para investigar el violento desalojo del campamento de protesta sarahui de El Aaiún, con un número aún indeterminado de muertos y cientos de personas heridas. El 11 de noviembre del 2010 es interrogada por la policía marroquí por haber conseguido romper el bloqueo informativo marroquí y expulsada de Marruecos por "haber proporcionado informaciones falsas sobre su identidad y su profesión".
A finales de 2012 es contratada por la cadena de documentales Discovery Max, para presentar y hacer de narradora de Y el mundo cambió. El programa consta de cuatro capítulos en los que a partir de dramatizaciones y entrevistas se nos muestra cómo nos ha cambiado la vida un invento (coches, rascacielos, teléfonos móviles). Se estrenó el 27 de noviembre de 2012 a las 22h30.
Desde el 2 de septiembre de 2019, dirige y presenta Hoy por hoy, en la Cadena SER, desde las 06h00 hasta las 12h20 de la mañana, de lunes a viernes.

## Polémicas
En 2009 fue acusada por Montserrat Boix, periodista de TVE, de apropiarse del trabajo de un compañero de la redacción de internacional de la SER, al emitir una entrevista con el presidente palestino Mahmud Abás, sustituyendo sus preguntas y su voz por las preguntas y la voz de Barceló, que no había estado presente en la conversación.
En 2011 se responsabilizó públicamente del despido de Carlos Carnicero aunque resaltara que no había habido mediación política al respecto al contrario de lo que el colaborador de la SER manifestaba.
Es aficionada al fútbol, e hincha del Fútbol Club Barcelona. En 2012 criticó a la presentadora deportiva Sara Carbonero por sus repetidos errores. En la misma entrevista afirmó que entre las presentadoras «El físico era importante, pero también pesaba que supieras hacer las cosas bien. Yo creo que ahora esto no se tiene en cuenta, el físico es lo que tiene más peso».
En 2021, durante el debate organizado por la Cadena SER sobre las Elecciones a la Asamblea de Madrid, entre cuatro de los cinco candidatos a la presidencia de la comunidad autónoma -(Ángel Gabilondo, PSOE-M; Edmundo Bal, Ciudadanos; Rocío Monasterio, Vox y Pablo Iglesias, Unidas Podemos Izquierda Unida Madrid en Pie)-, rogó al candidato de Unidas Podemos, Pablo Iglesias, que no abandonara el debate, cuando la candidata de VOX, Rocío Monasterio, puso en duda las amenazas de muerte que éste había denunciado recibir, asegurando que le había llegado por correo un sobre con balas.

## Premios y reconocimientos
- 1997: Finalista del premio de periodismo Cirilo Rodríguez. Nominada.
- 1997: Premio Atea por presentar y dirigir el mejor programa informativo del año.
- 1999: Antena de Oro por presentar los informativos en Telecinco. Ganadora.
- 1999: TP de Oro. Mejor Presentadora. Nominada.
- Premio Micrófonos de la APEI por la cobertura del hundimiento del Prestige (compartido con Hilario Pino).
- 2003: Premios ATV. Mejor Comunicadora de Programas Informativos. Nominada.
- 2003: TP de Oro al mejor informativo diario (colectivo). Ganador.
- 2003: TP de Oro. Mejor Presentador/a de Informativos. Nominada.
- 2004: TP de Oro. Mejor Presentador/a de Informativos. Nominada.
- 2005: Premios ATV. Mejor Comunicadora de Programas Informativos. Ganadora.
- 2010: Micrófono de Oro. Radio. Por presentar y dirigir Hora 25 de la Cadena SER. Ganadora.
- 2017: V Premio Estatal del Trabajo Social, en la modalidad de Comunicación, por dar voz de denuncia de las políticas, o actuaciones y actitudes que fomentan la igualdad y la justicia social.[15]
- 2017: Premio Ondas. Nacionales de radio. Ganadora.
- 2017: Antena de Oro. Ganadora.
- 2019: XII Premio "Avanzando en Igualdad", otorgado por La Comisión Ejecutiva Nacional de la FeSP-UGT-PV.[16]
- 2024: Premio Ondas. Nacionales de radio. A la trayectoria profesional.
- 2024: El Gobierno de La Generalitat de Cataluña le concedió la Creu de Sant Jordi.[17]

### Series de televisión
| Año         | Serie              | Canal     | Personaje       | Notas       |
| ----------- | ------------------ | --------- | --------------- | ----------- |
| 1989        | 13x13              | TV3       | Presentadora TV | 1 episodio  |
| 1998 - 1999 | Periodistas        | Telecinco | Presentadora TV | 3 episodios |
| 2000        | Hospital Central   | Telecinco | Presentadora TV | 1 episodio  |
| 2001        | Moncloa, ¿dígame?  | Telecinco | Presentadora TV | 1 episodio  |
| 2003        | 7 vidas            | Telecinco | Presentadora TV | 1 episodio  |
| 2004        | El comisario       | Telecinco | Presentadora TV | 1 episodio  |
| 2005        | Motivos personales | Telecinco | Presentadora TV | 2 episodios |

## Otros reconocimientos
En 2022 fue incluida en la Lista Forbes como una de las 100 mujeres más influyentes de España.